# The Ring (1927)
The Ring is een Britse stomme film uit 1927, geregisseerd en geschreven door Alfred Hitchcock. De hoofdrollen worden vertolkt door Carl Brisson en Lillian Hall-Davis.

## Verhaal
De film draait om een driehoeksverhouding tussen twee boksers, 'One-Round' Jack Sander en Bob Corby, en een vrouw, Mabel. Jack en Mabel zijn getrouwd, maar hun huwelijk kent weinig opwinding of liefde, waardoor Mabel vaak steun zoekt bij Bob. Dit zorgt voor de nodige spanning tussen de twee mannen, die zich uit als de twee elkaar tegenkomen in de boksring.

## Rolverdeling
| Acteur             | Personage               |
| ------------------ | ----------------------- |
| Carl Brisson       | 'One-Round' Jack Sander |
| Lillian Hall-Davis | Mabel                   |
| Ian Hunter         | Bob Corby               |
| Forrester Harvey   | James Ware              |
| Harry Terry        | Showman                 |
| Gordon Harker      | Jack's Trainer          |
| Clare Greet        | waarzegster.            |

## Achtergrond
The Ring is de enige film uit Hitchcock’s carrière waarvoor hij alle krediet kreeg voor het schrijven van het scenario. De film wordt vaak gezien als een van Hitchcock’s mindere werken, maar bevat wel filmtechnieken die Hitchcock later ook toepaste in films als The Man Who Knew Too Much.
De film werd jarenlang onterecht beschouwd als zijnde in het publiek domein. In 2005 kocht het Franse bedrijf Canal+ de filmrechten. In 2007 werd de film in geremasterde vorm uitgebracht op dvd door Lionsgate Home Entertainment.